# جون بيرغ (ضابط)
جون بيرغ (بالنرويجية البوكمول: Johan Berg)‏ هو ضابط نرويجي، (ولد في ستانغ في النرويج 1917 – 1981 م).